# Antirrhinum braun-blanquetii
Antirrhinum braun-blanquetii ist eine Pflanzenart aus der Gattung der Löwenmäuler (Antirrhinum) in der Familie der Wegerichgewächse (Plantaginaceae). Sie ist benannt zu Ehren von Josias Braun-Blanquet (1884–1980), einem Schweizer Botaniker, der die Pflanzensoziologie zu einer eigenen Forschungsrichtung der Vegetationskunde entwickelte.

## Beschreibung
Antirrhinum braun-blanquetii ist eine ausdauernde, krautige Pflanze, deren aufrecht wachsende und im oberen Bereich verzweigte Stängel Wuchshöhen von 120 cm erreichen. Die Pflanze ist meist unbehaart, nur in den Blütenständen ist sie drüsig behaart. Die unten meist gegenständig und oben meist wechselständig stehenden Laubblätter sind 25 bis 60 mm lang und 4 bis 15 mm breit, linealisch-langgestreckt bis elliptisch und nach vorn spitz. 
Die Blütenstände sind 5 bis 20 cm lange Trauben aus 5 bis 20 Blüten. Die unteren Tragblätter ähneln den Laubblättern, die oberen sind mit 6 bis 12 mm Länge kürzer, überragen dennoch die Knospen. Die Blütenstiele sind 3 bis 6 (selten bis 12) mm lang. Der Kelch ist mit 7 bis 10 mm langen, eiförmig-lanzettlichen und spitzen Kelchzipfeln besetzt. Die Krone ist 30 bis 40 mm lang und gelb gefärbt.
Die Früchte sind langgestreckte, drüsig behaarte Kapseln mit einer Länge von etwa 15 mm.
Die Chromosomenzahl beträgt 2n = 16.

## Vorkommen
Die Art ist ursprünglich in Nordwest-Spanien und Nordost-Portugal beheimatet und wächst dort auf kalkhaltigen Felsen und an Wänden. Offensichtlich hat sie sich aber inzwischen über ganz Europa ausgebreitet und findet sich beispielsweise auf Feldrändern in Nordrhein-Westfalen.